# Rattan

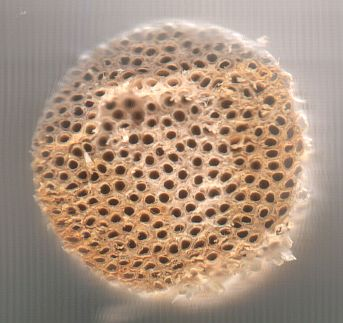
Im Querschnitt eines Rattan-Stabs erkennt man die poröse Struktur des Holzes, die Rattan seine geringe Dichte und seine besondere Elastizität verleiht.

Rattan, auch Rotang oder Peddigrohr, ist ein Produkt aus dem Stamm von Rattanpalmen der Gattung Calamus oder anderer Palmen der Unterfamilie der Calamoideae.

## Namensherkunft
Die Bezeichnung „Rattan“ stammt aus dem Malaiischen (dort rotan). Peddigrohr kommt aus dem niederdeutschen paddik ‚Pflanzenmark‘. Andere Bezeichnungen sind Manau[s], Manila, Malakka, benannt nach den jeweiligen Verschiffungshäfen, oder auch „spanisches Rohr“, „Stuhlrohr“, „Rotang“. Im deutschen Sprachgebrauch wird mit „Rattan“ oft die Außenhaut der Triebe oder der ganze Trieb, mit „Peddigrohr“ das Innere der Triebe bezeichnet.

## Verwendung

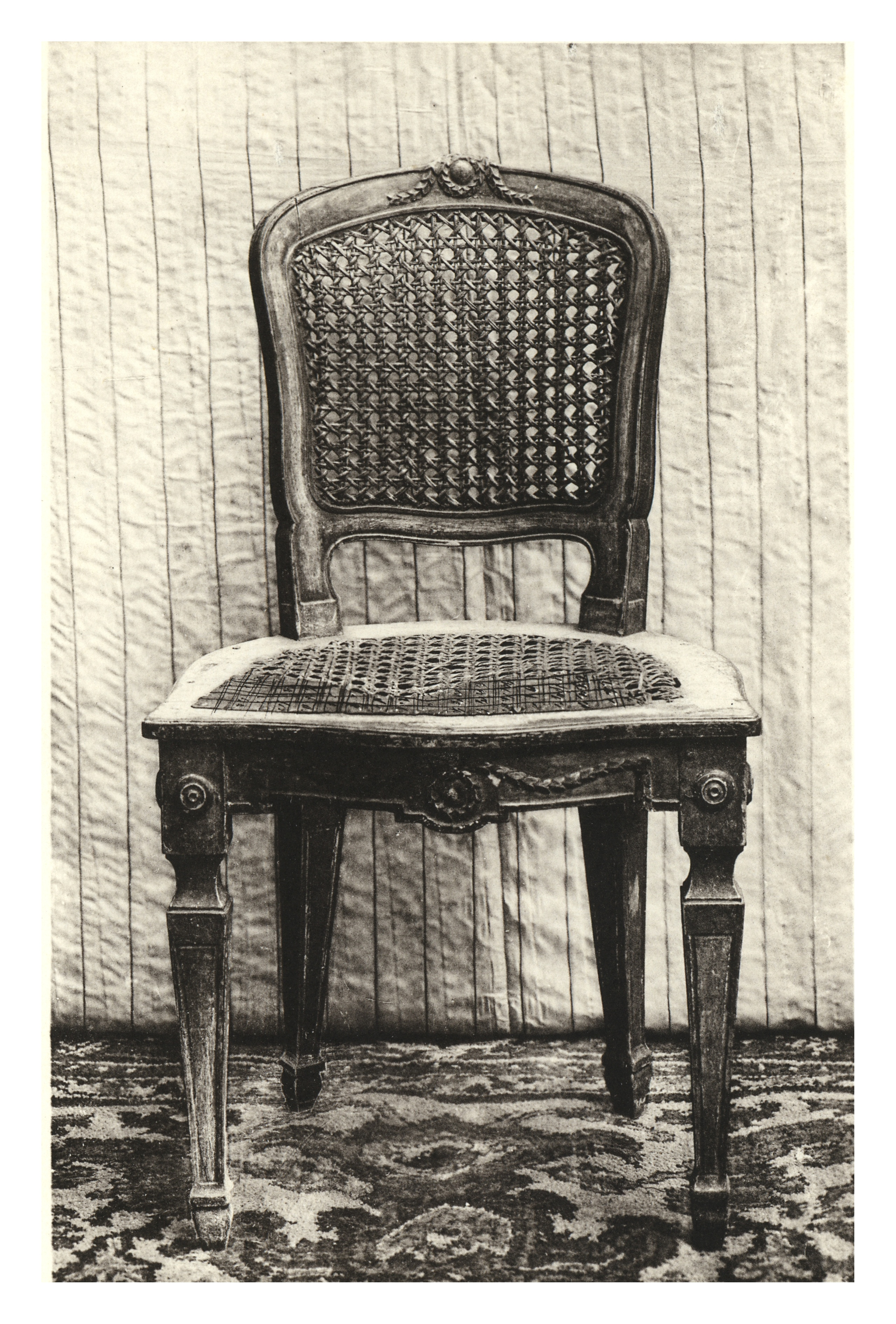
Stuhl, josephinisch mit Wiener Geflecht um 1780

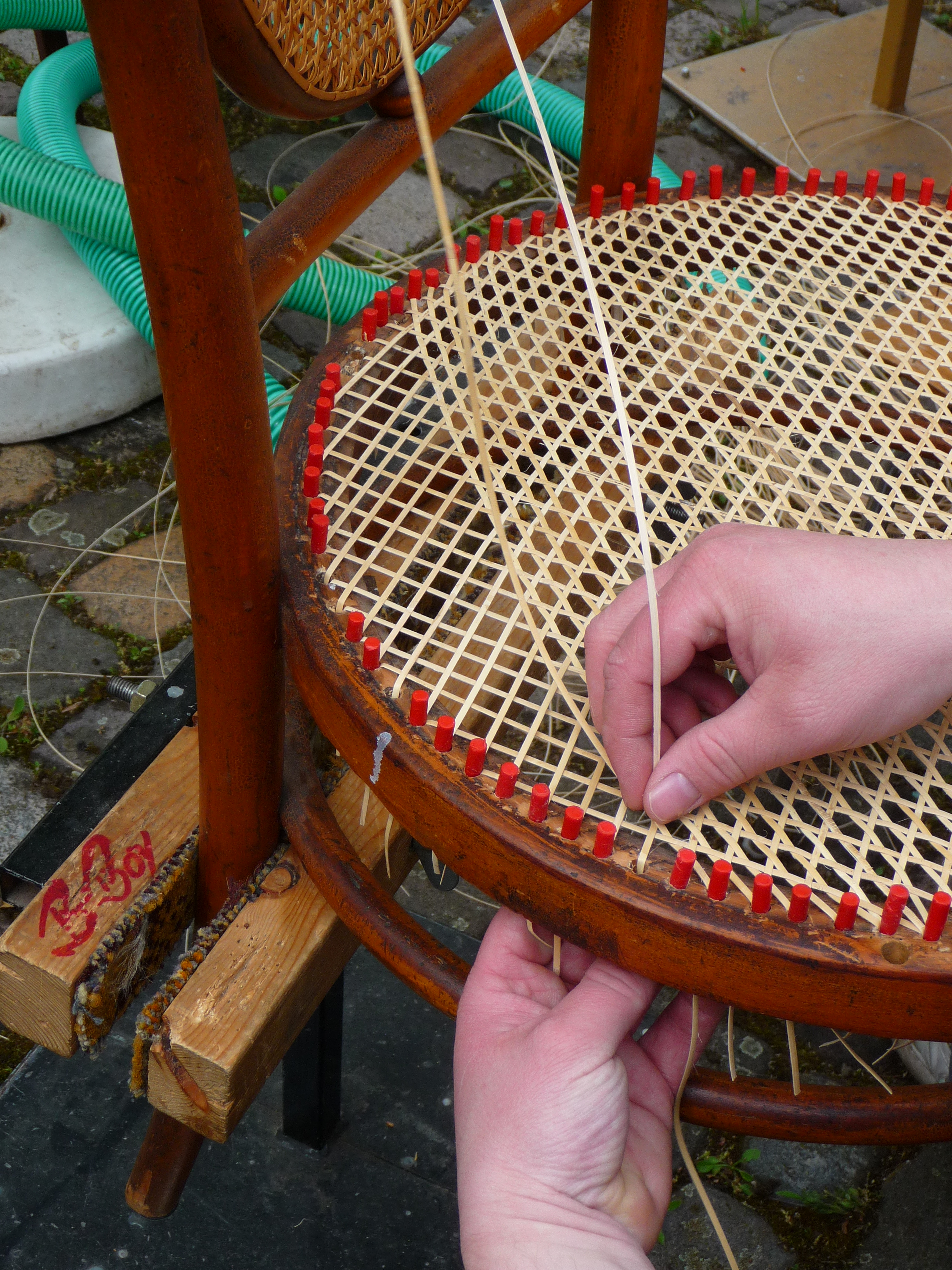
Flechten der Sitzfläche eines Stuhls mit Rattan

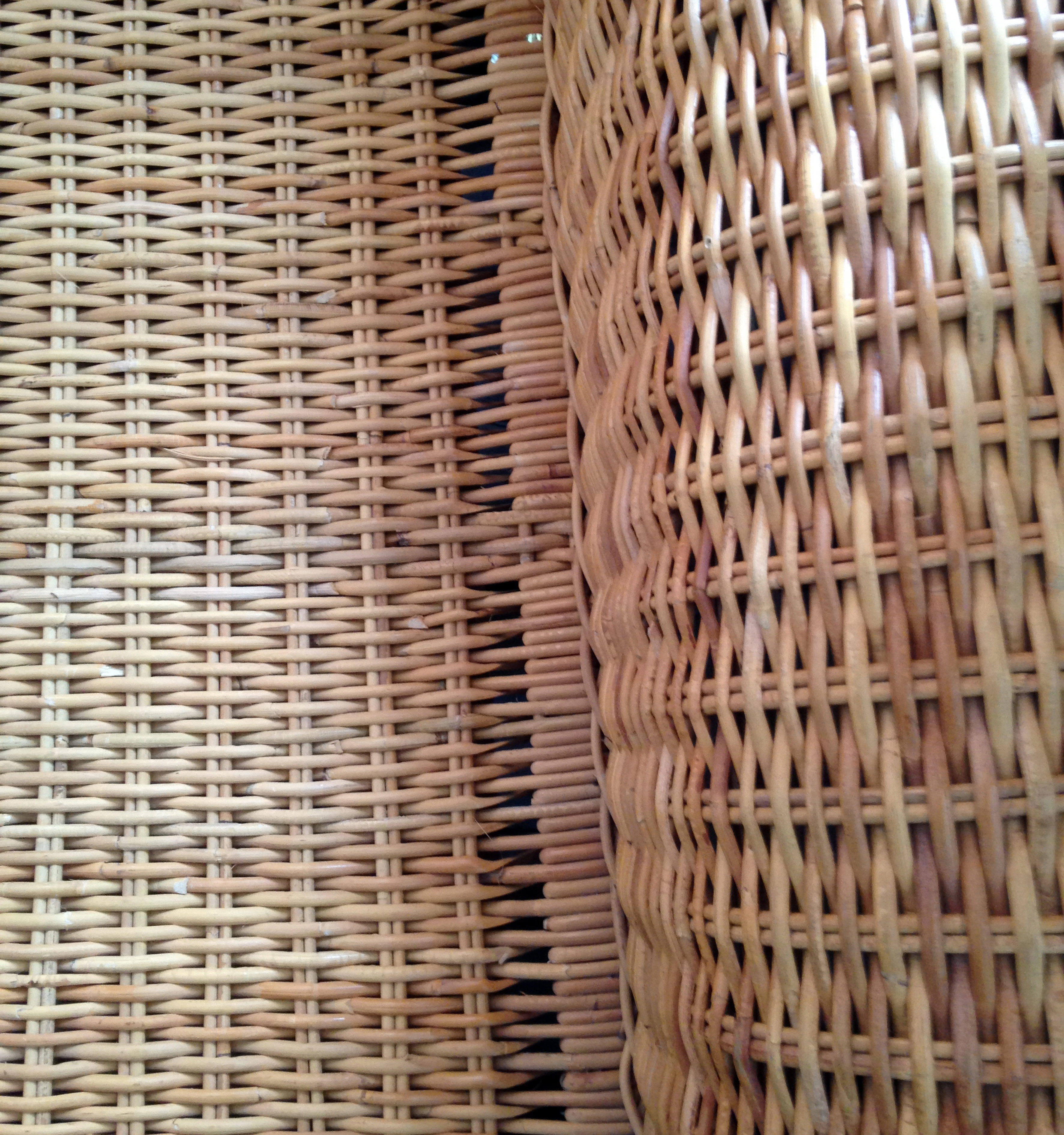
Teilansicht Möbel von Gunther Lambert, Rattan (Heavy Cane)

Die bekannteste Verwendung von Rattan und Peddigrohr sind Korbwaren und geflochtene Möbel, insbesondere Stühle und Sessel. Feucht und besonders unter Dampf oder mit der Heißluftpistole wird das Rattanmaterial weich und elastisch genug zum Flechten.
Bei der Verwendung können drei verschiedene Bearbeitungsmöglichkeiten unterschieden werden:
1. Die unzerteilten Stängel mit ihrer glatten, glänzenden Oberfläche werden zu Spazierstöcken, Teppichklopfern, Rohrstöcken und sogar Möbeln verarbeitet. Verschiedene Kampfkünste (Kombatan, Escrima, Arnis, Bō im Kobudo) verwenden Schlagstöcke aus dem robusten Rattanholz, da Rattan beim Kampf Stock gegen Stock (im Gegensatz zu normalem Holz) nicht splittert, sondern nur zerfasert, was die Verletzungsgefahr senkt. Rattan wird für verschiedene Bögen verwendet, darunter Reiterbögen, Langbögen, Recurves. Da Rattan nicht sehr druckstabil ist, kann durch ein Verstärken auf der Bogenbauchseite (Facing) das Zuggewicht erhöht werden, andererseits kann Rattan für andere Holzarten als Backing (Verstärkung des Bogenrückens) dienen.
2. Die dicken Teile des Stamms werden für Möbelgestelle verwendet.
3. Aus den von der Sprossoberfläche geschnittenen, etwa fünf Meter langen Streifen mit ihren glatten Außenseiten wird robustes Flechtwerk für Möbelstücke hergestellt, traditionell vor allem Sitzgeflechte für Stühle. Die Bezeichnung dafür ist „Stuhlflechtrohr“, Wiener Geflecht. Breitere Qualitäten werden als Wickelrohr gehandelt.

Das Rohr lässt sich spalten, die erhaltenen Stränge können dann auf Maß gezogen oder gehobelt werden. Das Rohr wird anschließend aufgerollt und getrocknet. Wenn Stuhlflechtrohr farbig gebeizt werden soll, muss es einer speziellen Beizung unterzogen werden, da die Triebaußenseite wasserabstoßend ist. Stuhlflechtrohr, in der Handelsklasse Gelbband, ist vorab gebleicht. Es lässt sich auch noch nach der Verarbeitung beizen.
Es gibt mehrere Handelsklassen, üblich sind heute Rotband, Blauband sowie Gelbband (beizfähig). Der Name kommt von der Farbe der zur Bündelung eingesetzten Bänder. Je nach Stärke wird Rattan als Peddigrohr (bis 5 mm), Stakenpeddig (ab 6 mm, rund) oder Peddigschienen (ab 5/6 mm, flach, Oberfläche abgerundet) verkauft. Noch breitere, flach und eckige Varianten werden als Peddigband bezeichnet. Die Außenhaut wird als Stuhlflechtrohr (dünner 4 mm) und Wickelrohr (dicker 4 mm) verkauft. Auch fertige Gewebe aus beiden Materialien sind handelsüblich.
Vor der Verarbeitung muss man das Material einweichen, stärkere Triebe über Dampf biegsam machen. Auch später empfiehlt sich das sporadische Befeuchten mit einem Wasserzerstäuber oder das Abwischen mit einem feuchten Tuch, damit die natürliche Biegsamkeit nicht verloren geht. Allein mit Wasser sollte dies jedoch nicht zu oft geschehen, weil auf Dauer gesehen das Material verstocken kann und brüchig wird. Durch die Zugabe von Sattelseife bleibt das Material länger geschmeidig. Eine weitere Verwendungsmöglichkeit ist die Verarbeitung als Stiel von Schlägeln im Bereich der Schlagwerk- und Malletinstrumente.
Als industriell gefertigter Ersatz wurde Polyrattan entwickelt.

## Ökologischer und sozialer Rattananbau
In den vergangenen Jahrzehnten wurden Rattanprodukte weitestgehend durch künstliche Materialien ersetzt und der nachhaltige Hintergrund des Materials beinahe vergessen. Dabei stellt die Pflanze nicht nur die Lebensgrundlage vieler Völker und einen Lebensraum für zahlreiche Pflanzen und Tiere dar. Die Kultivierung von Rattan trägt darüber hinaus zum Erhalt von Tropenwäldern und einer modernen Kreislaufwirtschaft bei:
Rattan ist auf Biodiversität angewiesen, wächst nicht in Monokulturen und bildet somit auf natürliche Weise eine Symbiose mit benachbarten Bäumen; es braucht den Regenwald zum Gedeihen. Mit seinen Stacheln klettert Rattan die umliegenden Bäume hoch. Sobald es die Stachelhülle abwirft ist es reif für die Ernte und hat auf seinem Weg durch den Wald schon genügend Samen für die nächste Ernte gesät. Als ein nachwachsender Rohstoff wird Rattan per Hand von lokalen Bauern geerntet. Durch die Verwendung von Rattan erhöht sich der Stellenwert von Tropenwäldern. Es schafft ein langfristig stabiles Einkommen für die Bauern und dadurch einen Anreiz zum Erhalt der Waldressourcen.

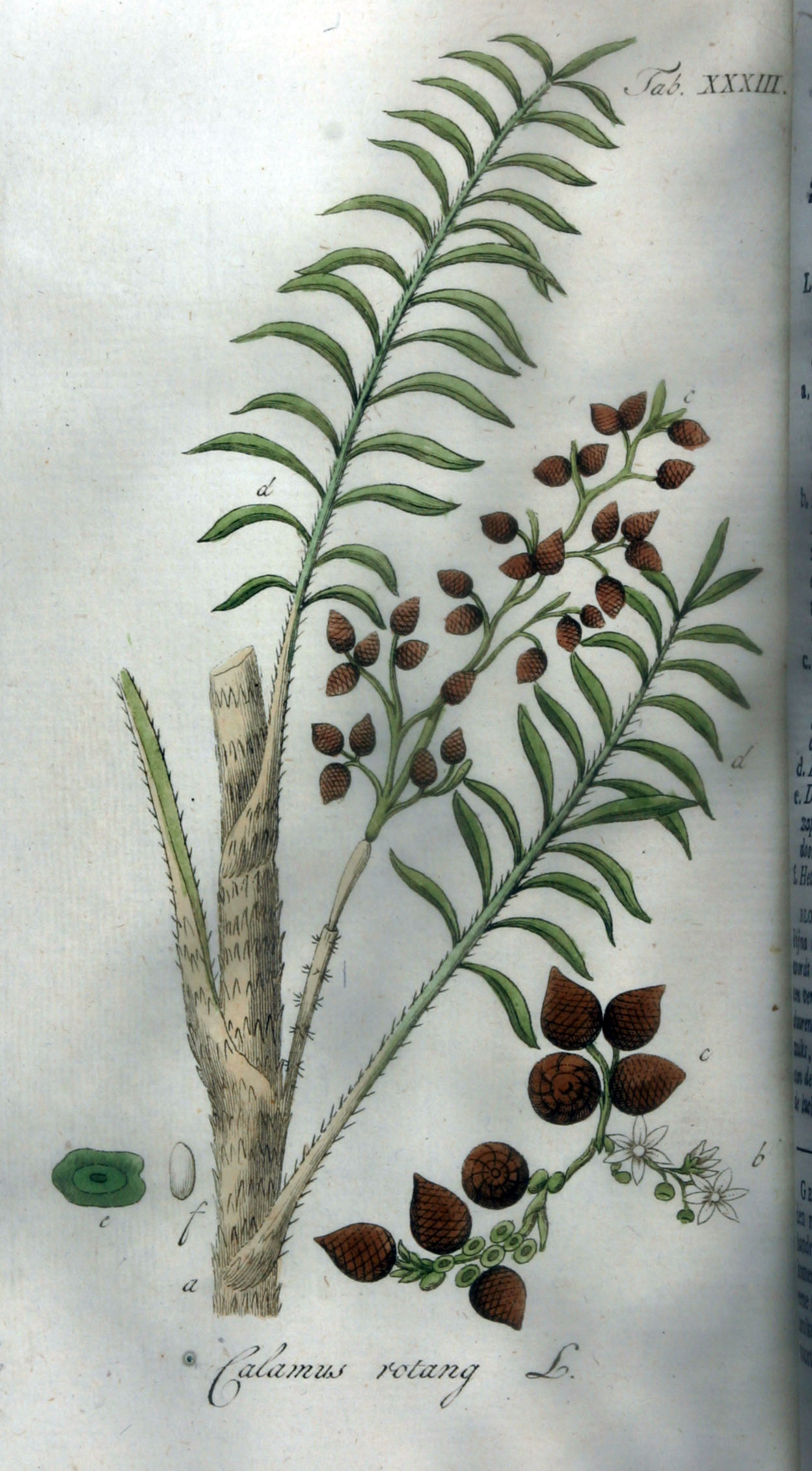
Illustration von Calamus rotang

## Sonstiges
Die Triebe der Rotang-Liane können bis zu 200 Meter lang werden, was besondere Ansprüche an die Wasserversorgung der Pflanze stellt. Das Wurzelsystem erzeugt zur Wasserversorgung durch hohen osmotischen Druck einen hydrostatischen Überdruck am Xylem, mit dem das Wasser in den Stängel hineingedrückt wird und ein Abreißen der Wassersäule in der Pflanze vermieden wird. Der Transpirationssog, der durch die Wasserverdunstung an den Blattoberseiten entsteht, würde zur Aufrechterhaltung der Wassersäule nicht reichen. Praktisch kann diese Eigenschaft von Rotan zur Entnahme von sauberem Trinkwasser genutzt werden. Dazu wird der Stängel am Wurzelrhizom abgeschnitten und das aus dem Wurzelstock austretende Wasser aufgefangen.
Da die Rattanpalme schon nach nur zwei Jahren zum ersten Mal „geerntet“ werden kann und sich innerhalb von 5–7 Jahren zur erneuten Ernte regeneriert, gilt Rattan als einer der nachhaltigsten Rohstoffe im Möbelbau.